# 天苗加命
天苗加命（あめのなえますのみこと）は神道における神で、香取神宮の神職首座（大宮司、大禰宜）を代々つとめる香取氏の祖神。

## 概要
神社の祭神としては香取神宮の摂社の一つ、又見神社（または、若御児神社ともいう）に祭られている。また、安房神社の極めて近くに香取神社（梶取神社）が大正５年までは存在していたが、その祭神は経津主神ではなく、天富命に従ってこの地に来たと言われる宇豆毘古（槁根津日子）だったという。

弘化二年(1845)『下総国旧事考』：朝彦ノ命の別名「苗加(ナヘマス)ノ命」

香取神宮の主祭神

・香取神宮：普都の大神、経津主神、斎主（イハヒヌシ）の神

・『日本書紀』の一書の二：「経津主神」または「斎主」「斎の大人」。岐神をクニの導きとして各地をめぐり歩き平定し、従わない者を斬り殺し、帰順するものには褒美をあたえ、この時に帰順したのが大物主神と事代主神とある。

・『日本書紀』『続日本後紀』『文徳実録』等の正史や『延喜式』の春日祭祝詞：「伊波比主命」

・『常陸風土記』信太郡の項：「天より降り来たれる神。名は普都大神と号す。」

・『常陸風土記』香島郡の項：「其処にいませる天の大神の社。坂戸の社。沼尾の社。三処を合せて惣べて香島の大神と称う。」

・『先代旧事本紀』：「今下総国香取に坐す大神是なり。」

・大同二年（807）斎部広成『古語拾遺』や『旧事本紀』：「経津主」

・吉田大洋『謎の出雲帝国』『竜神よ、我に来たれ！』：クナトノ大神

・経津主は天太玉命の孫又は曾孫とする説もある。（香取神宮第一の摂社とされる側高神社の祭神は、一説に忌部氏系の天日鷲命とも。）

香取神宮の本殿からほど近いところに不開殿(あけずどの)という摂社があったが、不開殿とは鹿島神宮の正殿のことをいい、毎年三月には、祭神が不開殿に神幸されたというが、斎主が御在世のころ、その住居処のかたわらに神籬を設けて、常時フツノミタマの神に奉仕しておられた